# Principauté de Lunebourg
Pour les articles homonymes, voir Brunswick et Hanovre (homonymie).
1269–1705
Entités précédentes :
- Duché de Brunswick-Lunebourg

Entités suivantes :
- Électorat de Brunswick-Lunebourg

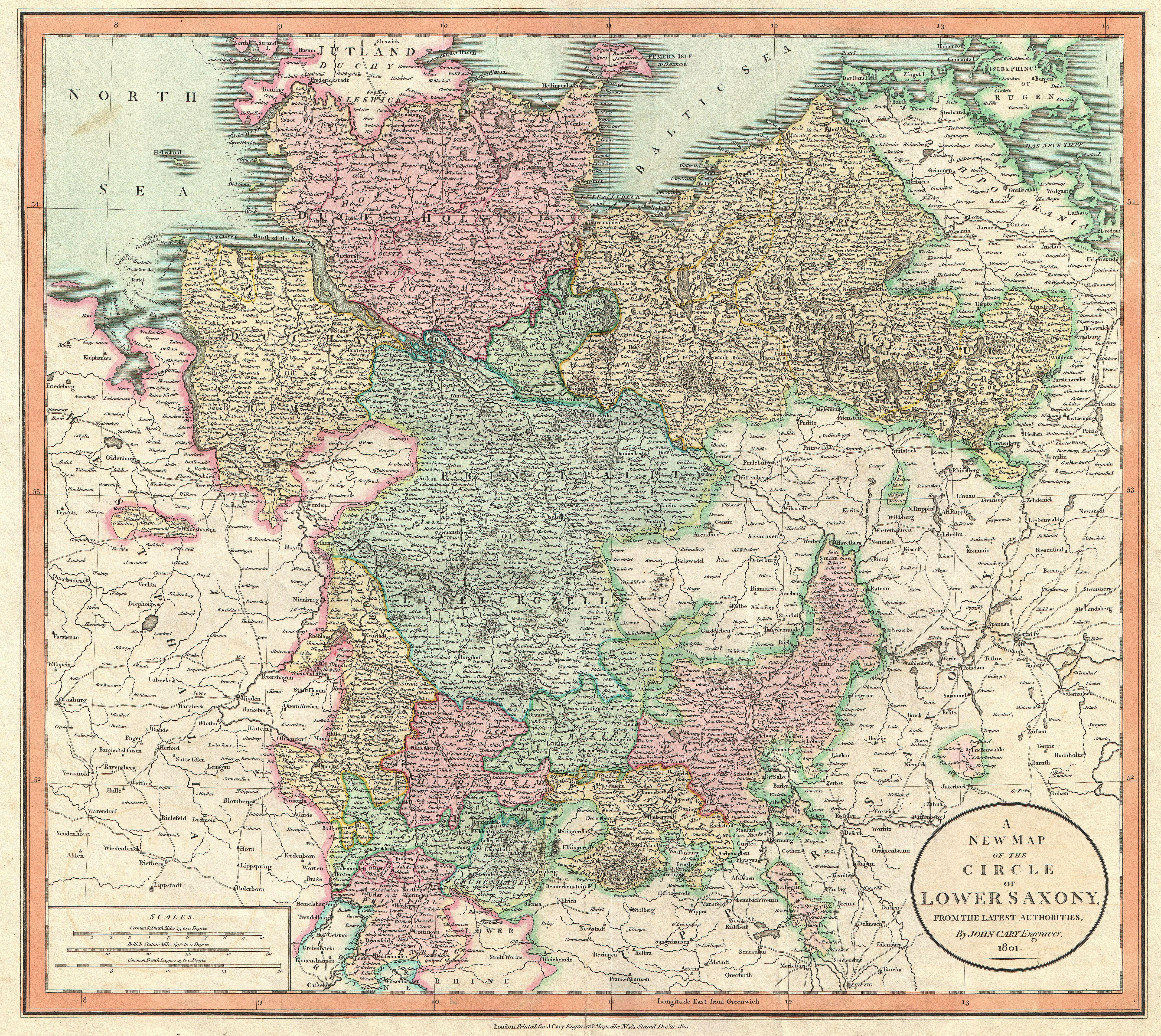
La principauté de Lunebourg (en bleu) dans le cercle de Basse-Saxe.

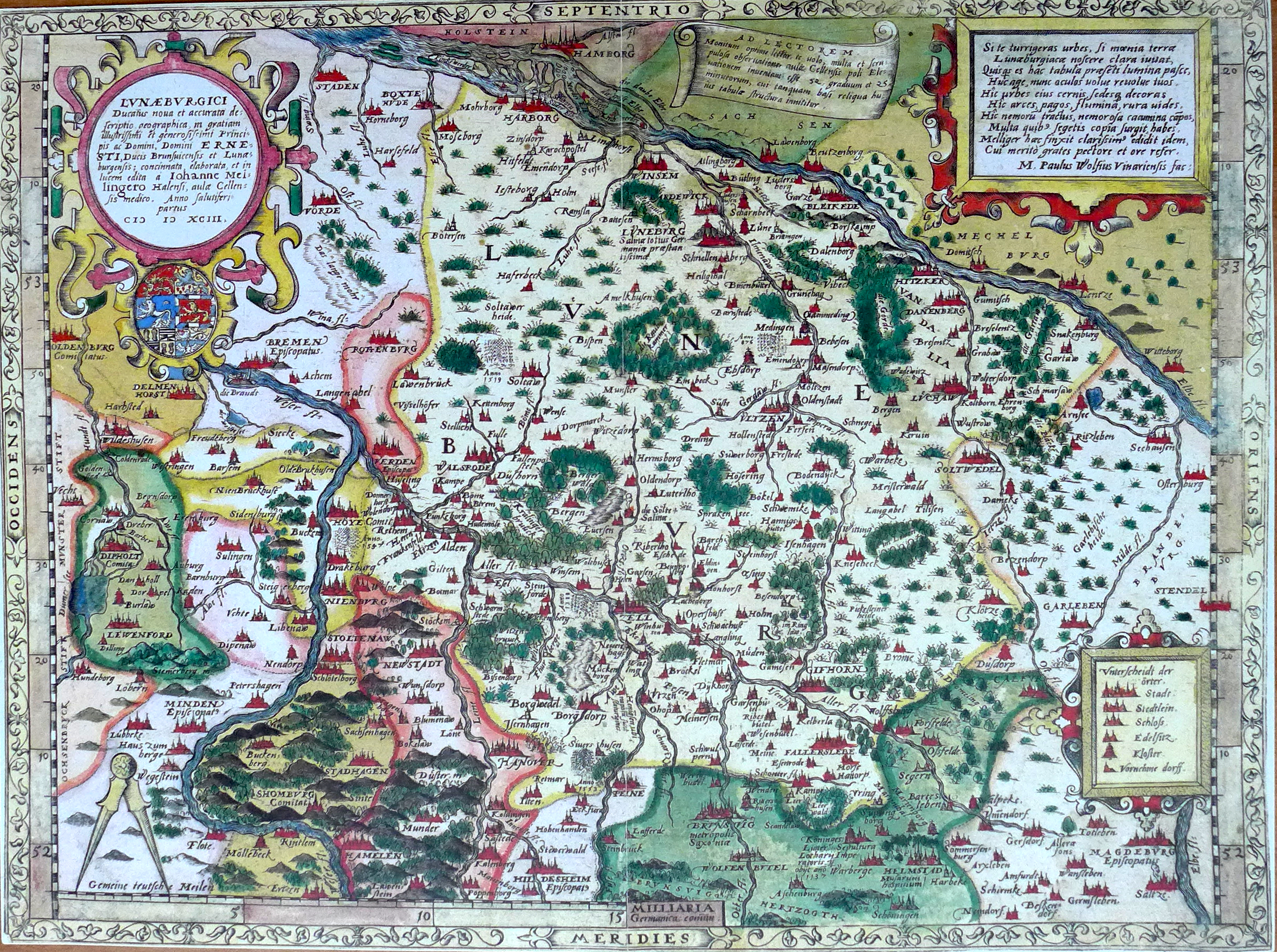
La principauté de Lunebourg en 1593.

La principauté de Lunebourg (en allemand : Fürstentum Lüneburg) ou de Lunebourg-Celle, fut un État du Saint-Empire romain germanique issue d'une scission du duché de Brunswick-Lunebourg en 1269. Ce duché sous le règne de la dynastie des Welf (Guelfes) a existé jusqu'à la dissolution de l'empire en 1806, son histoire complexe est jalonnée par de nombreuses divisions puis refusions. 
Lorsque la lignée masculine s'éteint en 1369, la guerre de Succession de Lunebourg éclate avec les Ascaniens de Saxe-Wittemberg, qui a continué plus de 18 ans. En 1378, les princes transférèrent leur résidence de Lunebourg au château de Celle. Un nouveau partage successoral en 1428 fixait essentiellement les frontières de la principauté pour les siècles à venir. En 1705, elle échut à la lignée électorale de Brunswick-Lunebourg à Hanovre.

## Histoire
En 1269, les deux fils du duc Othon Ier de Brunswick-Lunebourg se partagent leur héritage. Le frère cadet, Jean, devient le premier prince de Lunebourg. Ses descendants règnent sur un grand nombre de petites seigneuries dans le nord du duché pendant un siècle, jusqu'en 1369, date à laquelle son petit-fils Guillaume II meurt sans héritier mâle.

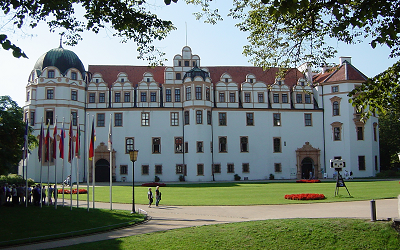
Le château de Celle.

La succession en Lunebourg est disputée entre Magnus Torquatus, descendant d'Othon Ier par une autre branche de la maison de Brunswick, et Albert de Saxe-Wittemberg, petit-fils de Guillaume par sa mère. Les deux partis en viennent rapidement aux mains : c'est le début de la guerre de succession du Lunebourg. Après la mort de Magnus en 1373, Albert s'empare du pouvoir, mais il doit compter avec les deux fils de son adversaire, Bernard et Henri. Un accord est finalement atteint : après la mort des Ascaniens, la principauté doit passer aux fils de Magnus, puis revenir aux Ascaniens après leur propre mort, et ainsi de suite. Dans les faits, le Lunebourg ne reviendra jamais entre les mains des Ascaniens, et restera aux descendants de Bernard jusqu'à sa disparition.
Au début du XVIe siècle, la principauté de Lunebourg se convertit à la Réforme sous Ernest « le Confesseur ». Elle s'agrandit à travers divers héritages : la moitié du comté de Hoya (1582), le comté de Diepholz (1585), la principauté de Grubenhagen (1596), le duché de Saxe-Lauenbourg (1689).
En 1705, le dernier prince de Lunebourg, Georges-Guillaume, meurt sans héritier mâle. Son gendre, le prince de Calenberg Georges-Louis, hérite de la principauté, qui est réunie à l'électorat de Brunswick-Lunebourg.

## Liste des princes de Lunebourg

### Branche aînée de Lunebourg
- 1269-1277 : Jean
- 1277-1330 : Othon II « le Sévère », fils du précédent
- 1330-1352 : Guillaume II et Othon III, fils du précédent
- 1352-1369 : Guillaume II seul

### Branche aînée de Brunswick
- 1369-1373 : Magnus II « au Collier »

Magnus II est tué au combat lors de la guerre de Succession de Lunebourg, ce qui permet à Albert de Saxe-Wittemberg de s'emparer du pouvoir avec son oncle, le prince-électeur Venceslas.

### Maison d'Ascanie
- 1370-1385 : Albert et Venceslas
- 1385-1388 : Venceslas seul

### Branche cadette de Brunswick
- 1388-1409 : Henri Ier « le Doux » et Bernard Ier, fils de Magnus II
- 1409-1416 : Henri Ier « le Doux » seul
- 1416-1428 : Guillaume Ier « le Victorieux » et Henri II « le Paisible », fils du précédent

Guillaume et Henri procèdent à un échange avec leur oncle Bernard en 1428, lui remettant le Lunebourg en échange du Wolfenbüttel.

### Branche cadette de Lunebourg
- 1428-1434 : Bernard Ier
- 1434-1446 : Frédéric II « le Pieux » et Othon IV « le Boiteux », fils du précédent
- 1446-1457 : Frédéric II « le Pieux » seul
- 1457-1464 : Othon V « le Magnanime » et Bernard II, fils du précédent
- 1464-1471 : Othon V « le Magnanime » seul
- 1471-1478 : Frédéric II « le Pieux »
- 1478-1486 : Anne de Nassau-Dillenbourg (régente)
- 1486-1520 : Henri Ier « le Milieu », fils d'Othon V
- 1520-1527 : Ernest Ier « le Confesseur » et Othon, fils du précédent
- 1527-1536 : Ernest Ier « le Confesseur » seul
- 1536-1539 : Ernest Ier « le Confesseur » et François, son frère
- 1539-1546 : Ernest Ier « le Confesseur » seul à nouveau
- 1546-1555 : (régence)
- 1555-1559 : François-Othon, fils du précédent
- 1559-1569 : Guillaume « le Jeune » et Henri, frères du précédent
- 1569-1592 : Guillaume « le Jeune » seul
- 1592-1611 : Ernest II, fils du précédent
- 1611-1633 : Christian, frère du précédent
- 1633-1636 : Auguste « l'Ancien », frère du précédent
- 1636-1648 : Frédéric IV, frère du précédent, mort sans enfants

### Branche benjamine de Lunebourg
- 1648-1665 : Christian-Louis, neveu du précédent
- 1665 : Jean-Frédéric, frère du précédent
- 1665-1705 : Georges-Guillaume, frère du précédent